# 紅波利亞納 (索契)
紅波利亞納（羅馬化：Krasnaya Polyana）是位於俄羅斯南部克拉斯諾達爾邊疆區的市級鎮，行政區劃上由該州的阿德列爾管轄。人口：2010年人口4,598；2002年人口3,969；1989年人口3,300。

## 外部連結
- （德文） Krasnaya Polyana
- （俄文） Красная Поляна （页面存档备份，存于）
- （瑞典文） Krasnaya Polyana photos
- （法文）（英文） Krasnaya Polyana tourist information